# عبد الله ليفنت توزال
عبد الله ليفنت توزال (بالتركية: Abdullah Levent Tüzel)‏ (1 يناير 1961 - ) سياسي، ومحامي تركي. ينتمي إلى حزب العمال التركي، وحزب الشعوب الديمقراطي. تولى منصب نائب، وعضو في البرلمان التركي.